# Bernard Herrmann
Bernard Herrmann (New York, 1911. június 29. – Los Angeles, 1975. december 24.) Oscar- és BAFTA-díjas amerikai karmester és zeneszerző. 
A Julliard Graduate Schoolban tanult. 1931-ben megalapította a New Chamber együttest. 1934-től a Columbia Broadcasting System zenekari karmesterként működött. Jelentősebb művei: Wuthering Height (opera), Moby Dick (kantáta), The Fantastics (ének-zenekar). Írt ezen kívül szimfóniákat, hegedűversenyeket, és számos nagysikerű filmzenét.